# 富貴角
富貴角（ふうきかく）は台湾新北市石門区に位置する台湾本島本島最北端の岬。ここに設置された富貴角灯台
は台湾島最北端の灯台。

## 概要

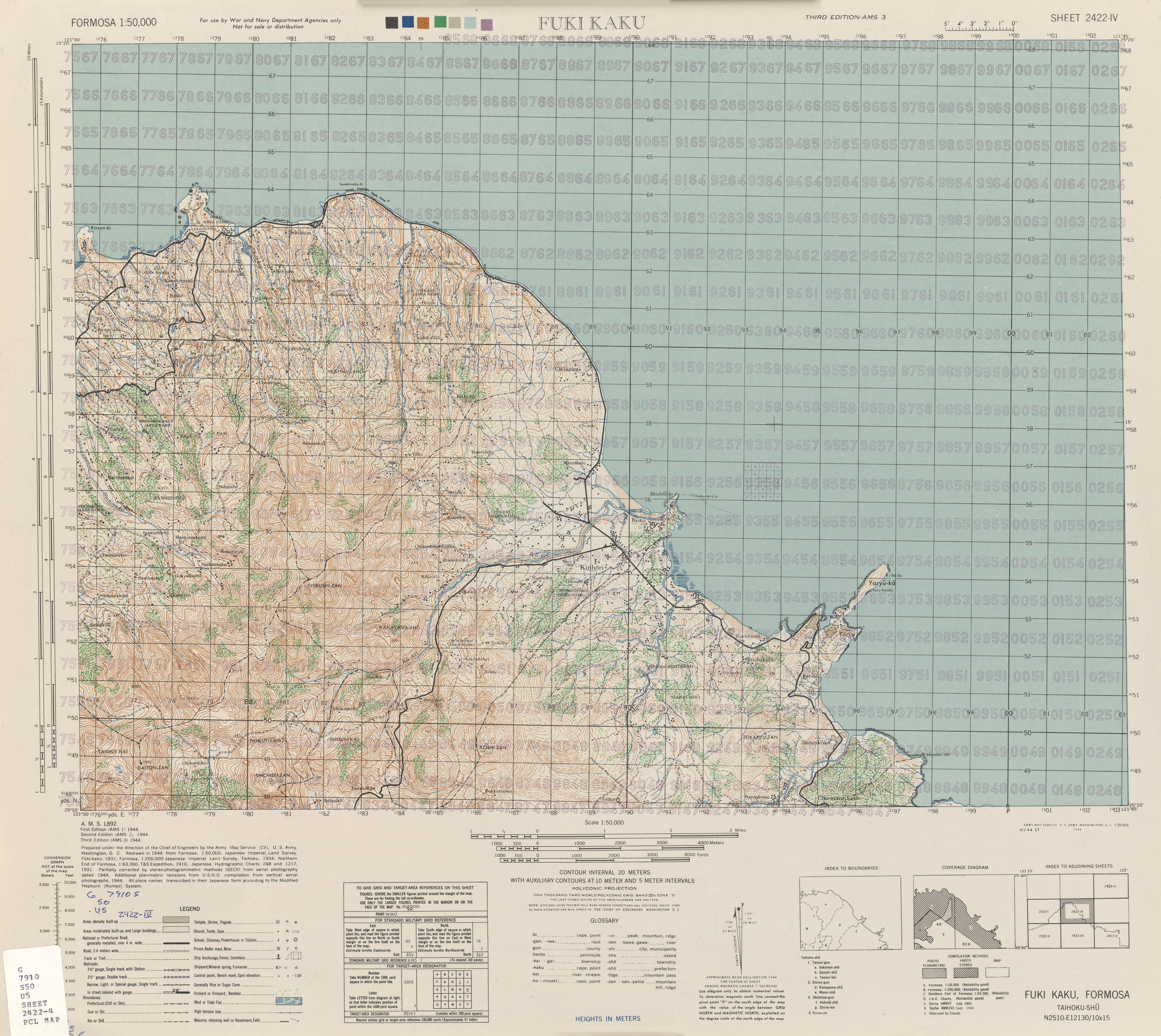
富貴角 Fūki-kaku (1944)

富貴角は元々台湾原住民のうち平埔族に分類されるバサイ族の言葉（バサイ語）に由来する「打賓/ta-pin」あるいは「打鞭」と呼ばれていた。1762年（乾隆27年）に出版されたオランダ人宣教師フランソワ・ファレンタイン（François Valentijn）の著作『今昔東インド』(Oud en Nieuw Oost-Indien/The Indies, Past and Present)で、この地が「Hoek（フーク）」（オランダ語で『岬』の意）と呼ばれ、後にその音が転じて中国語で岬を意味する「角」が接尾語となり「富基角」となった。
その後日本統治時代に閩南民系住民の音に近い「富貴」の2文字があてられた。同市内でスペイン語由来の三貂角（サンディァオリン←サンディエゴ）同様、台湾で数少ないヨーロッパ言語の音を由来とする地名となっている。
地質構造上では主に第四紀大屯火山群に属する竹子火山の熔岩が海中に流入して形成された緩斜面にある。
富貴角は瑞芳区鼻頭角と貢寮区に位置し台湾本島で最東端の三貂角と合わせた「北台湾三角」を構成している。
付近の著名な漁港である富基漁港も当地の旧名に由来する名称。

## 自然環境
地形
富貴角の海岸地形は、潮風による風食作用で形成された礫（風稜石）や、強烈な北東季節風で侵食された大屯山の噴石由来の安山岩が平坦な地形を形成している。
植物
- アメリカネナシカズラ(学名：Cuscuta campestris Yunck)
- ナンゴクハマウド(学名：Angelica hirsutiflora Liu Chao & Chuang)
- テッポウユリ(学名：Lilium longiflorum Thunb. var. scabrum Masamune)

## 周辺
- 富基漁港（中国語版）
- 富貴角灯台

### 交通
バス
- 新北市公車（中国語版）

| 路線  | 運行事業者         | 区間                            | 備考                                         |
| ----- | ------------------ | ------------------------------- | -------------------------------------------- |
| 862   | 淡水客運・基隆客運 | 捷運淡水駅 - 基隆駅             | 「富基漁港」、「富貴角燈塔」に停車           |
| 863   | 淡水客運           | 捷運淡水駅 - 金山               | 「富基漁港」、「富貴角燈塔」に停車           |
| 865   | 淡水客運           | 捷運淡水駅 - 茂林               | 「富基漁港」、「富貴角燈塔」に停車           |
| 867   | 淡水客運           | 捷運淡水駅 - 尖山湖             | 「富基漁港」、「富貴角燈塔」に停車           |
| 867区 | 淡水客運           | 捷運淡水駅 - 石門               | 「富基漁港」、「富貴角燈塔」に停車           |
| 892   | 指南客運           | 捷運淡水駅 - 石門               | 「富基漁港」、「富貴角燈塔」に停車           |
| F152  |                    | 老梅 - 石門                     | 「燈台口」、「富基漁港」に停車。新北市新巴士 |
| F161  |                    | 淡水（馬偕紀念医院） - 草里車站 | 「燈台口」に停車。新北市新巴士               |